# 小马特海笋
小马特海笋（学名：Martesia pygmaea），是海螂目鸥蛤科雁蛤属的一种。主要分布于中国大陆、台湾，常栖息在潮间带风化岩石中。